# Laguna Jucumarini
Laguna Jucumarini, también conocido como Ucumarini, es una laguna peruana situada a 4412 msnm. Se encuentra en el departamento de Moquegua, provincia de General Sánchez Cerro, distrito de Ichuña. Tiene un área de 460 hectáreas. El clima es frío con una temperatura media entre 3 °C y 6 °C. Los pobladores se dedican a la piscicultura y ganadería. El lugar es hábitat de las aves ajulla, fulica ardesiaca y pato andino.